# Christoph Dabrowski
Christoph Dabrowski, nato Krysztof Dabrowski (Katowice, 1º luglio 1978), è un ex calciatore tedesco, di ruolo centrocampista.

## Palmarès

### Club

#### Competizioni nazionali
- Coppa di Germania: 1

Werder Brema: 1998-1999

#### Competizioni internazionali
- Coppa Intertoto UEFA: 1

Werder Brema: 1998